# إنقاذ وجه
إنقاذ وجه (بالإنجليزية: Saving Face)‏ هو فيلم وثائقي تم إنتاجه في باكستان سنة 2012. الفيلم من إخراج شارمين عبيد شينوي. صدر الفيلم في الولايات المتحدة في 8 مارس 2012.

## القصة
يتضمن الفيلم قصصا ترويها سيدات تعرضن لهجمات بالأحماض الكاوية، واحدة منهن تدعى «زكية» البالغة من العمر 39 عاما والتي ألقى زوجها على وجهها الحامض الكاوي بعد أن رفعت ضده دعوى تطالب فيها بالطلاق منه. وسيدة أخرى تدعى «روح» البالغة من العمر «25» عاما» التي ألقى زوجها الحامض الكاوي عليها ثم غمرتها أخته بالبنزين قبل أن تشعل والدته عود ثقاب وتوقد النار فيها.
ورغم الأزمة التي تواجهها المرأتان، فقد انضمتا إلى مؤسسة معنية بمساعدة الناجيات من هجمات الحامض الكاوي في إسلام أباد، إلى جانب جهودهما لتقديم الجناة إلى العدالة بدفع الحكومة الباكستانية بتفعيل تشريع جديد الذي يفرض عقوبة أكثر صرامة على مرتكبي الهجمات بالأحماض الكاوية على وجوه النساء.

## الإنتاج
اختارت المخرجة إنتاج هذا الفيلم بعد أن اتصلت بها إحدى الناجيات من القاء الحمض الحارق على وجهها وروت لها قصتها. وتقول المخرجة أنها واجهت بعض الصعوبات في اقناع بعض الناجين لسرد قصصهم.

### ترشيحات وجوائز
| السنة | الحدث                            | الفئة                                 | النتيجة |
| ----- | -------------------------------- | ------------------------------------- | ------- |
| 2012  | جائزة الأوسكار                   | أفضل فيلم وثائقي قصير                 | فوز     |
| 2012  | رابطة جنوب آسيا للتعاون الإقليمي | أفضل فيلم وثائقي                      | فوز     |
| 2012  | مهرجان نيويورك السينمائي الهندي  | أفضل فيلم وثائقي                      | فوز     |
| 2012  | جائزة إيمي                       | أفضل فيلم وثائقي                      | رُشِّح     |
| 2012  | جائزة إيمي                       | جائزة البحوث المتميزة                 | رُشِّح     |
| 2012  | جائزة إيمي                       | جائز التحرير الوثائقي المتميز والمطول | رُشِّح     |
| 2012  | جائزة إيمي                       | البرنامج العلمي والتقني المتميز       | رُشِّح     |
| 2012  | جائزة إيمي                       | الوثائقي السينمائي المطول المتميز     | رُشِّح     |

## ردود الفعل
تقول مخرجة الفيلم: «لقد اشتطت غضبا لحظة رأيت السيدة الأولى وقد تشوه وجهها. وفي معظم أفلامي، تتمحور الموضوعات حول غضبي إزاء الأشياء التي تحدث في المجتمع، وهذه القضية كانت الشيء المروع، لأن إلقاء الحامض الكاوي على وجه المرأة يدمر حياتها بالكامل، حيث يتحتم عليها العيش بهذا التشوه وتنظر إلى نفسها في المرآة كل يوم لتطلع على واقعها المرير الجديد، وقد أردت رصد هذه المعاناة ليدرك الناس بشاعة هذا الأمر».